# Lecanora sulcata
Lecanora sulcata är en lavart som först beskrevs av Hue, och fick sitt nu gällande namn av Miyawaki. Lecanora sulcata ingår i släktet Lecanora och familjen Lecanoraceae.   Inga underarter finns listade i Catalogue of Life.